# 16, rue Cujas
 (juillet 2025).
Si vous disposez d'ouvrages ou d'articles de référence ou si vous connaissez des sites web de qualité traitant du thème abordé ici, merci de compléter l'article en donnant les références utiles à sa vérifiabilité et en les liant à la section « Notes et références ».

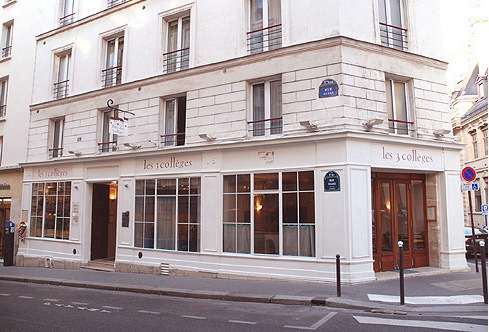

Le 16, rue Cujas se situe au coin de la rue Cujas et de la rue Victor-Cousin, dans le Quartier latin de Paris (5e arrondissement de Paris). 
Ce bâtiment est actuellement occupé par l’hôtel des 3 Collèges dont le nom fait référence à trois anciens collèges de la montagne Sainte-Geneviève : la Sorbonne, le collège de Cluny et le collège des Cholets.

## Histoire
L'hôtel se trouve à l’emplacement de l’ancien collège de Cluny, fermé à la Révolution, où le peintre David installa son atelier pour peindre Le Sacre de Napoléon. Le puits du collège est encore visible dans l’hôtel actuel. 
Arthur Rimbaud mentionne la cour intérieure de l'immeuble dans une lettre à Ernest Delahaye de juin 1872 : « J’ai une chambre jolie, sur une cour sans fond, mais de trois mètres carrés. La rue Victor-Cousin fait coin sur la place de la Sorbonne par le café du Bas-Rhin et donne dans la rue Soufflot, à l'autre extrémité ». 
Alors « hôtel de Flandres », le poète Raoul Ponchon y vécut de 1911 à sa mort en 1937. Le poète hongrois Miklós Radnóti y  passa les étés 1937 et 1939, séjours qu’il évoque dans son poème Paris : « Au coin du Boul’Mich’ et de la / Rue Cujas le trottoir un peu s’incline ». Une plaque commémorant sa mémoire à l’entrée de l’immeuble cite des vers de son poème Espagne :  « Des peuples entiers, liberté, te clament / Ainsi dans Paris, ces chants d’aujourd’hui ».
Dans les années 1950, cet hôtel fut un lieu prisé des voyageurs latino-américains sans le sou. L’écrivain colombien Gabriel García Márquez y écrivit en 1956 ses romans Pas de lettre pour le colonel et La mala hora. Une plaque du sculpteur Milthon lui rend hommage à l'entrée. L’écrivain péruvien Mario Vargas Llosa y logea quelque temps plus tard.

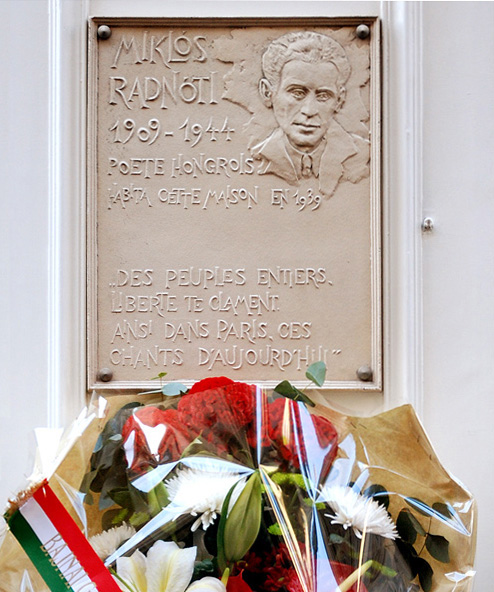
Plaque commémorative pour Miklós Radnóti.
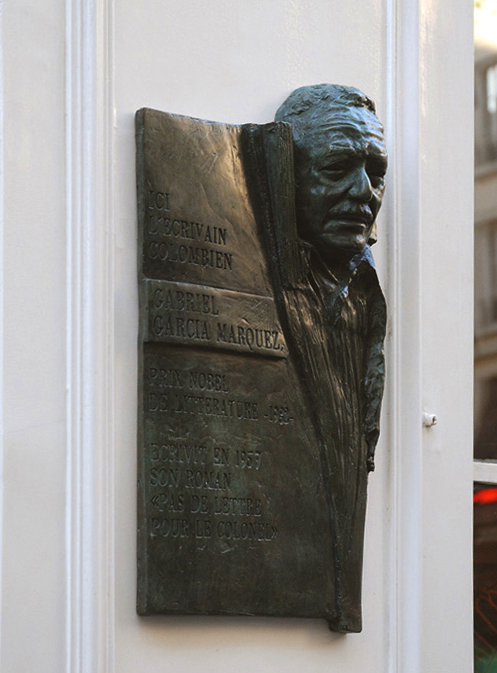
Plaque commémorative pour Gabriel García Márquez.